# 咸安趙氏
咸安趙氏（ハマンジョし、함안조씨）は、朝鮮の氏族の一つ。本貫は慶尚南道咸安郡である。2015年の調査では、282,890人である。
始祖は趙鼎である。趙鼎は古代中国の趙の王族の末裔とされ、唐の時代に朝鮮半島に渡り、高麗建国に奏功して開国壁上一等功臣、大将軍、元尹を叙勲した高麗の重臣となった。

## 行列字
| ○世孫  | 25       | 26       | 27       | 28       | 29                | 30                | 31                | 32                | 33                | 34       | 35       | 36       | 37       | 38       |
| ------ | -------- | -------- | -------- | -------- | ----------------- | ----------------- | ----------------- | ----------------- | ----------------- | -------- | -------- | -------- | -------- | -------- |
| 行列字 | 식（植） | 성（性） | 규（奎） | 용（鏞） | 제（濟） 하（河） | 래（來） 상（相） | 현（顯） 묵（默） | 재（在） 주（周） | 흠（欽） 호（鎬） | 수（洙） | 동（東） | 환（煥） | 배（培） | 종（鐘） |
| ○世孫  | 39       | 40       | 41       | 42       | 43                | 44                | 45                | 46                | 47                | 48       | 49       | 50       | 51       | 52       |
| 行列字 | 한（漢） | 근（根） | 형（炯） | 균（均） | 호（鎬）          | 순（洵）          | 병（秉）          | 현（炫）          | 기（基）          | 석（錫） | 영（泳） | 수（秀） | 병（炳） | 곤（坤） |

## 人口分布と集姓村
人口数、割合はいずれも2015年統計。集姓村のある地域は以下の通りである。
- 慶尚北道青松郡（841人、総人口の3.61%）
  - 県東面昌陽里
  - 県東面印支里
  - 安徳面明堂里
- 慶尚北道清道郡（535人、総人口の1.43%）
  - 豊角面安山里
- 慶尚南道咸安郡（3,556人、総人口の5.84%。全国で総人口に占める比例が最も高い地域である）
  - 伽倻面道項里
  - 郡北面下林里
- 慶尚南道南海郡（844人、総人口の2.05%）
  - 南海邑笠峴里
- 全羅南道莞島郡（418人、総人口の0.93%）
  - 金日面花木里
- 全羅北道任実郡（113人、総人口の0.47%）
  - 徳峙面回文里
- 忠清南道保寧市（366人、総人口の0.39%）
  - 熊川面九龍里[4]